# Friedrich Adrian von Arnstedt
Friedrich Adrian von Arnstedt (* 25. Juni 1770 in Halberstadt; † 19. Januar 1833 in Nordhausen) war Landrat des Kreises Grafschaft Hohenstein sowie Mitglied der Reichsstände des Königreichs Westphalen und der Provinzialstände der preußischen Provinz Sachsen.

## Leben

### Herkunft
Arnstedt war ein Sohn des preußischen Kriegsrats und Direktors der Hohensteinischen Kammerdeputation sowie Ständedirektor der Grafschaft Hohenstein Carl Adrian von Arnstedt und der Christiane Luise Antoinette von Lüdecke aus dem Haus Nieder-Sickte.

### Werdegang
Er besuchte nach privater Unterrichtung im elterlichen Hause ab 1786 die Domschule in Halberstadt und studierte von 1788 bis 1791 Kameralwissenschaften an der Universität Halle. Anschließend leistete er seinen Vorbereitungsdienst bei der Kriegs- und Domänenkammer in Halberstadt ab. 1793 wurde er zum Assessor ernannt. Er war Landrat der Grafschaft Hohenstein, später auch Ständedirektor. Beim Durchmarsch des französischen Heeres 1806/07 übernahm er die Leitung der Verproviantierung und Weiterbeförderung der Truppen in Ellrich. Nach der französischen Okkupation wurde er als Landrat abgesetzt und als Direktor der indirekten Steuern im Harzdepartement beschäftigt.
Von 1808 bis 1813 war Friedrich Adrian von Arnstedt Mitglied und Präsident des Departements-Wahlkollegiums des Harz-Departements, Mitglied des Distriktsrats des Distrikts Nordhausen sowie Mitglied des Departementsrats des Harz-Departements. Außerdem gehörte er für die Grundeigentümer des Harz-Departements den Reichsständen des Königreichs Westphalen an.
Nach den Befreiungskriegen wurde er Mitglied der Organisations-Kommission in Heiligenstadt. Von 1816 bis 1833 war er wieder Landrat des Kreises Hohenstein. Von 1825 bis 1831 war er Mitglied der Provinzialstände der Provinz Sachsen für die Ritterschaft des Eichsfeldischen Bezirks.
Arnstedt war Rechtsritter des Johanniter-Ordens.

## Auszeichnungen
- Roter Adlerorden 3. Klasse (1828)